# ژاردیم دو سریدو
ژاردیم دو سریدو (به پرتغالی: Jardim do Seridó) یک منطقهٔ مسکونی در برزیل است که در ریو گرانده شمالی واقع شده‌است. ژاردیم دو سریدو ۱۲٬۳۹۶ نفر جمعیت دارد.